# Автодорога A-3 (Казахстан)
А3 — автомобильное шоссе в Казахстане, протяжённостью 1036 км. Дорога соединяет город Алматы с Усть-Каменогорском. Общая протяжённость дороги составляет 1036 км, с четырьмя полосами. Первоначально шоссе имело полосу 2х2 между Алматы и Конаевым, позже дорога была модернизирована до Шенгельды и получила уровень А.
Трафик от Конаева до Алма-Аты 49 000 машин за сутки (2022 г.) .

## История
Прежняя нумерация дороги — А-350, которая пролегала от Алма-Аты до Усть-Каменогорска. Шоссе проходит через несколько промышленных центров. На его пути практически не встречается полей сельского хозяйства из-за сухого степного климата. В 2011 году прежняя советская нумерация была изменёна на А3.
- в 2013-2016 гг. начата реконструкция дороги Алма-Ата — Капшагай протяжённостью 104 км[1].
- в 2017 г. начата реконструкция дороги Талдыкорган — Усть-Каменогорск[2].
- в 2017 г. на участке Капшагай - Талдыкорган введено в эксплуатацию 117 км.
- во втором квартале 2018 г. участок Алма-Ата — Капшагай стал платным[3].

Работы продолжаются на оставшихся 40 км, включая участки Балпыкби-Талдыкорган и обход г. Сарканд, которые завершатся в 2018 году.

## Дорожное покрытие
Качество дорожного покрытия:
- По участку Алма-Ата — Конаев дорога 1 категории шестиполосная с разделителем, с цементобетонным покрытием.[5]

## Маршрут
| Алма-Ата | → | Байсерке | → | Жетыген | → | Конаев | → | Шенгельды | → | Талдыкорган | → | Жангизтобе | → | Калбатау | → | Усть-Каменогорск |